# Hatay Büyükşehir Belediye Gençlik ve Spor Kulübü
L'Hatay Büyükşehir Belediye Gençlik ve Spor Kulübü è una società polisportiva turca, con sede ad Antiochia. 

## Sezioni

### Altre sezioni
- Atletica leggera
- Calcio
- Karate
- Kickboxing
- Muay thai
- Nuoto
- Pallanuoto
- Scacchi
- Tennis
- Tennistavolo
- Tiro con l'arco
- Wrestling

## Denominazioni precedenti
- 2010-2014: Antakya Belediye Spor Kulübü